# Première circonscription de l'Oise
La première circonscription de l'Oise est l'une des sept circonscriptions législatives françaises que compte le département de l'Oise (60) situé en région Hauts-de-France.

## Description géographique, historique et démographique
Les lois organiques du 11 juillet 1986 et du 24 novembre 1986 recréent la première circonscription à partir d'un nouveau découpage. Elle inclut les cantons suivants :
- Canton de Beauvais-Nord-Est
- Canton de Beauvais-Nord-Ouest
- Canton de Breteuil
- Canton de Crèvecœur-le-Grand
- Canton de Froissy
- Canton de Maignelay-Montigny
- Canton de Marseille-en-Beauvaisis
- Canton de Nivillers
- Canton de Saint-Just-en-Chaussée[1],[2],[3].

Cette loi maintient le nombre de 577 députés, définis par la loi organique du 10 juillet 1985, au lieu des 491 députés avant le renouvellement de l'Assemblée nationale lors des élections législatives de 1986. Avec cette réforme, le nombre de députés est d'ailleurs passé de cinq à sept pour l'Oise. La première circonscription reprend l'ancien découpage de 1958, sans les cantons de Formerie, de Grandvilliers et de Ressons-sur-Matz. Le canton de Saint-Just-en-Chaussée de l'ancienne troisième circonscription est adjoint à la circonscription.
Lors du recensement général de la population en 1999, réalisé par l'Institut national de la statistique et des études économiques (INSEE), la population totale de cette circonscription est estimée à 107 969 habitants,.
Le redécoupage des circonscriptions législatives de 2010 n'a pas modifiée le nombre de sièges pour le département de l'Oise à l'Assemblée nationale et la structure territoriale de la circonscription.
La loi organique du 17 mai 2013 entraîne le redécoupage des cantons de l'Oise en 2014,. La première circonscription conserve toujours son découpage issu des élections législatives de 1988, mais les cantons ne correspondent plus aux limites actuelles de la circonscription.

## Historique des députations
| Législature | Début de mandat   | Fin de mandat | Député                 | Parti politique | Observations |
| ----------- | ----------------- | ------------- | ---------------------- | --------------- | --- |
| IXe         |                   |               | Guy Desessart          | URC             | Élection annulé avant le début de la législature le 23 juin 1988 Élu à la suite d'une élection partielle                                                                       |
| IXe         | 19 septembre 1988 | 1 avril 1993  | Olivier Dassault       | RPR             | Élection annulé avant le début de la législature le 23 juin 1988 Élu à la suite d'une élection partielle                                                                       |
| Xe          | 2 avril 1993      | 21 avril 1997 | Olivier Dassault,      | RPR,            | Mandat écourté à la suite d'une dissolution parlementaire décidée par Jacques Chirac.                                                                                          |
| XIe         | 12 juin 1997      | 18 juin 2002  | Yves Rome              | PS              | |
| XIIe        | 19 juin 2002      | 19 juin 2007  | Olivier Dassault,      | UMP,            | |
| XIIIe       | 20 juin 2007      | 19 juin 2012  | Olivier Dassault       | UMP             | |
| XIVe        | 20 juin 2012      | 20 juin 2017  | Olivier Dassault       | UMP             | |
| XVe         | 21 juin 2017      | 7 mars 2021   | Olivier Dassault       | LR              | Olivier Dassault décède dans un accident d'hélicoptère le 7 mars 2021. Son suppléant étant le sénateur Olivier Paccaud, des élections législatives partielles sont organisées. |
| XVe         | 7 juin 2021       | 21 juin 2022  | Victor Habert-Dassault | LR              | Olivier Dassault décède dans un accident d'hélicoptère le 7 mars 2021. Son suppléant étant le sénateur Olivier Paccaud, des élections législatives partielles sont organisées. |
| XVIe        | 22 juin 2022      | 9 juin 2024   | Victor Habert-Dassault | LR              | Mandat écourté à la suite d'une dissolution parlementaire décidée par Emmanuel Macron.                                                                                         |

## Historique des élections
Voici la liste des résultats des élections législatives dans la circonscription depuis le découpage électoral de 1986 :

### Élections de 1986
Les élections législatives françaises de 1986 ont eu lieu le dimanche 16 mars 1986. Fait unique sous la Ve république, elles se sont déroulées au scrutin proportionnel à un seul tour dans chaque département français. Le résultat dans la 1re circonscription de l'Oise n'est donc donné qu'à titre indicatif à partir du découpage des ordonnances de 1986.
| Parti          | Parti            | Parti            | Premier tour | Premier tour |
| Parti          | Parti            | Parti            | Voix         | %            |
| -------------- | ---------------- | ---------------- | ------------ | ------------ |
|                | UDF-RPR          | UDF-RPR          | 24 822       | 48,04        |
|                | Parti socialiste | Parti socialiste | 15 553       | 30,10        |
|                | Front national   | Front national   | 4 697        | 9,09         |
|                | Parti communiste | Parti communiste | 4 044        | 7,83         |
|                | MPPT             | MPPT             | 1 870        | 3,62         |
|                | MRG              | MRG              | 684          | 1,32         |
|                |                  |                  |              |              |
| Inscrits       | Inscrits         | Inscrits         | 65 099       | 100,00       |
| Abstentions    | Abstentions      | Abstentions      | 10 689       | 16,42        |
| Votants        | Votants          | Votants          | 54 410       | 83,58        |
| Blancs et nuls | Blancs et nuls   | Blancs et nuls   | 2 740        | 5,04         |
| Exprimés       | Exprimés         | Exprimés         | 51 670       | 94,96        |

### Élections de 1988

#### Nationale
|                | Guy Desessart élu   | Divers droite (URC, CNIP) | 17 558 | 67,13  |  |  |  |
|                | Claude Aury         | PCF                       | 4 404  | 16,84  |  |  |  |
|                | Jean-Paul Angelelli | FN                        | 4 193  | 16,03  |  |  |  |
|                | Walter Amsallem     | PS                        | 0      | 0      |  |  |  |
|                |                     |                           |        |        |  |  |  |
| Inscrits       | Inscrits            | Inscrits                  | 66 260 | 100,00 |  |  |  |
| Abstentions    | Abstentions         | Abstentions               | 18 296 | 27,61  |  |  |  |
| Votants        | Votants             | Votants                   | 47 964 | 72,39  |  |  |  |
| Blancs et nuls | Blancs et nuls      | Blancs et nuls            | 21 809 | 45,47  |  |  |  |
| Exprimés       | Exprimés            | Exprimés                  | 26 155 | 54,53  |  |  |  |

Le suppléant de Guy Desessart était le Docteur Joseph Cueff, conseiller municipal de Beauvais.
En raison d'une mauvaise impression des bulletins électoraux du candidat socialiste, Walter Amsallem, ne respectant pas l'article R.103 du code électoral, ce dernier n'obtient aucune voix à cause de la nullité de ses bulletins électoraux, car les noms du député candidat et du suppléant ont été inversés. Celui-ci aurait dû obtenir 20 599 voix. Walter Amsallem dépose alors une requête auprès du Conseil constitutionnel pour annuler cette élection. Le Conseil constitutionnel valide la requête le 21 juin 1988 et annule les résultats de l'élection législative dans la circonscription du 5 juin 1988,. L'élection de Guy Desessart, comme député, est annulée.

#### Élection partielle du 11 et 18 décembre 1988
À la suite de l'annulation des résultats de l'élection législative du 5 juin 1988 par une décision du Conseil constitutionnel du 21 juin 1988, une élection partielle est organisée les dimanches 11 et 18 septembre 1988.
| Candidat       | Candidat             | Parti          | Premier tour | Premier tour | Second tour | Second tour |  |
| Candidat       | Candidat             | Parti          | Voix         | %            | Voix        | %           |  |
| -------------- | -------------------- | -------------- | ------------ | ------------ | ----------- | ----------- |  |
|                | Olivier Dassault élu | RPR            | 20 792       | 47,75        | 24 683      | 51,65       |  |
|                | Walter Amsallem      | PS             | 17 612       | 40,45        | 23 110      | 48,35       |  |
|                | Claude Aury          | PCF            | 2 507        | 5,76         |             |             |  |
|                | Georges Toutain      | Les Verts      | 1 349        | 3,10         |             |             |  |
|                | Claude Angelelli     | FN             | 1 285        | 2,95         |             |             |  |
|                |                      |                |              |              |             |             |  |
| Inscrits       | Inscrits             | Inscrits       | 66 205       | 100,00       | 66 177      | 100,00      |  |
| Abstentions    | Abstentions          | Abstentions    | 21 949       | 33,15        | 17 319      | 26,17       |  |
| Votants        | Votants              | Votants        | 44 256       | 66,85        | 48 858      | 73,83       |  |
| Blancs et nuls | Blancs et nuls       | Blancs et nuls | 711          | 1,61         | 1 065       | 2,18        |  |
| Exprimés       | Exprimés             | Exprimés       | 43 545       | 98,39        | 47 793      | 97,82       |  |

### Élections de 1993
|                | Olivier Dassault sortant réélu | RPR (UPF)      | 25 488 | 50,37  |  |  |  |
|                | Yves Rome                      | PS (ADFP)      | 8 060  | 15,93  |  |  |  |
|                | Katherine d'Herbais            | FN             | 6 164  | 12,18  |  |  |  |
|                | Thierry Aury                   | PCF            | 3 291  | 6,50   |  |  |  |
|                | Christian Filippi              | GÉ (EÉ)        | 2 907  | 5,75   |  |  |  |
|                | Madeleine de Chaumont          | LT-LNÉ         | 2 235  | 4,42   |  |  |  |
|                | Gilles Berg                    | LO             | 1 303  | 2,58   |  |  |  |
|                | Guillaume Vuilletet            | MDC            | 1 149  | 2,27   |  |  |  |
|                |                                |                |        |        |  |  |  |
| Inscrits       | Inscrits                       | Inscrits       | 69 899 | 100,00 |  |  |  |
| Abstentions    | Abstentions                    | Abstentions    | 16 679 | 23,86  |  |  |  |
| Votants        | Votants                        | Votants        | 53 220 | 76,14  |  |  |  |
| Blancs et nuls | Blancs et nuls                 | Blancs et nuls | 2 623  | 4,93   |  |  |  |
| Exprimés       | Exprimés                       | Exprimés       | 50 597 | 95,07  |  |  |  |

Le suppléant d'Olivier Dassault était Patrice Fontaine, attaché parlementaire, conseiller général du canton de Maignelay-Montigny.

### Élections de 1997
| Candidat       | Candidat                 | Parti          | Premier tour | Premier tour | Second tour | Second tour |  |
| Candidat       | Candidat                 | Parti          | Voix         | %            | Voix        | %           |  |
| -------------- | ------------------------ | -------------- | ------------ | ------------ | ----------- | ----------- |  |
|                | Olivier Dassault sortant | RPR            | 14 926       | 29,51        | 21 417      | 39,56       |  |
|                | Yves Rome élu            | PS             | 13 618       | 26,92        | 23 856      | 44,06       |  |
|                | Laurent Isidore          | FN             | 10 288       | 20,34        | 8 868       | 16,38       |  |
|                | Thierry Aury             | PCF            | 4 118        | 8,14         |             |             |  |
|                | Éric Mardyla             | MPF (LDI)      | 2 490        | 4,92         |             |             |  |
|                | Gilles Berg              | LO             | 2 038        | 4,03         |             |             |  |
|                | Georges Toutain          | GÉ             | 1 613        | 3,19         |             |             |  |
|                | Didier Placet            | Les Verts      | 925          | 1,83         |             |             |  |
|                | Didier Gusse             | MÉI            | 565          | 1,12         |             |             |  |
|                |                          |                |              |              |             |             |  |
| Inscrits       | Inscrits                 | Inscrits       | 71 029       | 100,00       | 70 967      | 100,00      |  |
| Abstentions    | Abstentions              | Abstentions    | 18 047       | 25,41        | 14 959      | 21,08       |  |
| Votants        | Votants                  | Votants        | 52 982       | 74,59        | 56 008      | 78,92       |  |
| Blancs et nuls | Blancs et nuls           | Blancs et nuls | 2 401        | 4,53         | 1 867       | 3,33        |  |
| Exprimés       | Exprimés                 | Exprimés       | 50 581       | 95,47        | 54 141      | 96,67       |  |

Le suppléant d'Yves Rome était Patrick Koster, haut fonctionnaire, conseiller général du canton de Breteuil.

### Élections de 2002
| Candidat       | Candidat             | Parti          | Premier tour | Premier tour | Second tour | Second tour |  |
| Candidat       | Candidat             | Parti          | Voix         | %            | Voix        | %           |  |
| -------------- | -------------------- | -------------- | ------------ | ------------ | ----------- | ----------- |  |
|                | Olivier Dassault élu | UMP            | 12 999       | 27,10        | 24 723      | 56,88       |  |
|                | Yves Rome sortant    | PS             | 12 066       | 25,16        | 18 745      | 43,12       |  |
|                | Caroline Cayeux      | Divers droite  | 9 372        | 19,54        | Retrait     | Retrait     |  |
|                | Thomas Joly          | FN             | 7 487        | 15,61        |             |             |  |
|                | Thierry Aury         | PCF            | 1 953        | 4,07         |             |             |  |
|                | Sonia Guillemant     | LO             | 830          | 1,73         |             |             |  |
|                | Patrick Vanhille     | Divers         | 675          | 1,41         |             |             |  |
|                | Jean-André Petit     | LCR            | 673          | 1,40         |             |             |  |
|                | Sébastien Rins       | Divers droite  | 594          | 1,24         |             |             |  |
|                | Daniel Caboche       | CPNT           | 572          | 1,19         |             |             |  |
|                | Annie Pelenc         | MPF            | 429          | 0,89         |             |             |  |
|                | Francis Rousselle    | MNR            | 308          | 0,64         |             |             |  |
|                |                      |                |              |              |             |             |  |
| Inscrits       | Inscrits             | Inscrits       | 74 839       | 100,00       | 74 837      | 100,00      |  |
| Abstentions    | Abstentions          | Abstentions    | 25 790       | 34,46        | 28 694      | 38,34       |  |
| Votants        | Votants              | Votants        | 49 049       | 65,54        | 46 143      | 61,66       |  |
| Blancs et nuls | Blancs et nuls       | Blancs et nuls | 1 091        | 2,22         | 2 675       | 5,8         |  |
| Exprimés       | Exprimés             | Exprimés       | 47 958       | 97,78        | 43 468      | 94,2        |  |

Le suppléant d'Olivier Dassault était Patrice Fontaine, premier Vice-Président du Conseil régional de Picardie.

### Élections de 2007
| Candidat       | Candidat                       | Parti          | Premier tour | Premier tour | Second tour | Second tour |  |
| Candidat       | Candidat                       | Parti          | Voix         | %            | Voix        | %           |  |
| -------------- | ------------------------------ | -------------- | ------------ | ------------ | ----------- | ----------- |  |
|                | Olivier Dassault sortant réélu | UMP            | 23 723       | 49,04        | 27 473      | 58,61       |  |
|                | Yves Rome                      | PS             | 12 581       | 26,01        | 19 404      | 41,39       |  |
|                | Thomas Joly                    | FN             | 3 013        | 6,23         |             |             |  |
|                | Olivier Riquet                 | UDF–MoDem      | 2 038        | 4,21         |             |             |  |
|                | Thierry Aury                   | PCF            | 1 925        | 3,98         |             |             |  |
|                | Catherine Arribas              | Les Verts      | 1 174        | 2,43         |             |             |  |
|                | Éric Mardyla                   | MPF            | 888          | 1,84         |             |             |  |
|                | Gabriel Hauet                  | LCR            | 765          | 1,58         |             |             |  |
|                | Daniel Caboche                 | CPNT           | 648          | 1,34         |             |             |  |
|                | Angéline Lassarre              | LO             | 578          | 1,19         |             |             |  |
|                | Jean-Baptiste Cervera          | Divers         | 362          | 0,75         |             |             |  |
|                | Myriam de Lardemelle           | Divers         | 279          | 0,58         |             |             |  |
|                | Joël Wittendal                 | MÉI            | 258          | 0,53         |             |             |  |
|                | Sébastien Rins                 | Divers droite  | 144          | 0,30         |             |             |  |
|                | Géraldine Desbrousses          | MRC            | 1            | 0            |             |             |  |
|                |                                |                |              |              |             |             |  |
| Inscrits       | Inscrits                       | Inscrits       | 79 336       | 100,00       | 79 334      | 100,00      |  |
| Abstentions    | Abstentions                    | Abstentions    | 29 857       | 37,63        | 30 725      | 38,73       |  |
| Votants        | Votants                        | Votants        | 49 479       | 62,37        | 48 609      | 61,27       |  |
| Blancs et nuls | Blancs et nuls                 | Blancs et nuls | 1 102        | 2,23         | 1 732       | 3,56        |  |
| Exprimés       | Exprimés                       | Exprimés       | 48 377       | 97,77        | 46 877      | 96,44       |  |

### Élections de 2012
| Candidat       | Candidat                       | Parti                                | Premier tour | Premier tour | Second tour | Second tour |  |
| Candidat       | Candidat                       | Parti                                | Voix         | %            | Voix        | %           |  |
| -------------- | ------------------------------ | ------------------------------------ | ------------ | ------------ | ----------- | ----------- |  |
|                | Olivier Dassault sortant réélu | UMP                                  | 21 038       | 43,83        | 26 702      | 58,05       |  |
|                | Béatrice Lejeune               | PS (EÉLV)                            | 14 787       | 30,81        | 19 299      | 41,95       |  |
|                | Sandrine Leroy                 | FN (RBM)                             | 8 320        | 17,34        |             |             |  |
|                | Marie-Laure Darrigade-Bellocq  | PG (FG) (PCF)                        | 2 150        | 4,48         |             |             |  |
|                | Sébastien de Gouy              | MÉI                                  | 431          | 0,90         |             |             |  |
|                | François Laporte               | LO                                   | 386          | 0,80         |             |             |  |
|                | Thomas Joly                    | PDF                                  | 385          | 0,80         |             |             |  |
|                | Myriam Descateaux              | AÉI                                  | 335          | 0,70         |             |             |  |
|                | Jean-Baptiste Cervera          | S&P                                  | 162          | 0,34         |             |             |  |
|                | Nicolas Goury                  | Divers droite (Mouvement anti-radar) | 0            | 0,00         |             |             |  |
|                |                                |                                      |              |              |             |             |  |
| Inscrits       | Inscrits                       | Inscrits                             | 80 777       | 100,00       | 80 790      | 100,00      |  |
| Abstentions    | Abstentions                    | Abstentions                          | 32 030       | 39,65        | 33 435      | 41,39       |  |
| Votants        | Votants                        | Votants                              | 48 747       | 60,35        | 47 355      | 58,61       |  |
| Blancs et nuls | Blancs et nuls                 | Blancs et nuls                       | 753          | 1,54         | 1 354       | 2,86        |  |
| Exprimés       | Exprimés                       | Exprimés                             | 47 994       | 98,46        | 46 001      | 97,14       |  |

### Élections de 2017
|                                                                        |                                                                                            |                           |                           |                          |                          |
|                                                                        |                                                                                            | Premier tour 11 juin 2017 | Premier tour 11 juin 2017 | Second tour 18 juin 2017 | Second tour 18 juin 2017 |
|                                                                        |                                                                                            |                           |                           |                          |                          |
|                                                                        |                                                                                            | Nombre                    | % des inscrits            | Nombre                   | % des inscrits           |
| Inscrits                                                               | Inscrits                                                                                   | 82 961                    | 100,00                    | 82 958                   | 100,00                   |
| Abstentions                                                            | Abstentions                                                                                | 41 662                    | 50,22                     | 45 854                   | 55,27                    |
| Votants                                                                | Votants                                                                                    | 41 299                    | 49,78                     | 37 104                   | 44,73                    |
|                                                                        |                                                                                            |                           | % des votants             |                          | % des votants            |
| Bulletins blancs                                                       | Bulletins blancs                                                                           | 543                       | 1,31                      | 2 004                    | 5,40                     |
| Bulletins nuls                                                         | Bulletins nuls                                                                             | 259                       | 0,63                      | 978                      | 2,64                     |
| Suffrages exprimés                                                     | Suffrages exprimés                                                                         | 40 497                    | 98,06                     | 34 122                   | 91,96                    |
|                                                                        |                                                                                            |                           |                           |                          |                          |
| Candidat Étiquette politique (partis et alliances)                     | Candidat Étiquette politique (partis et alliances)                                         | Voix                      | % des exprimés            | Voix                     | % des exprimés           |
|                                                                        |                                                                                            |                           |                           |                          |                          |
|                                                                        | Olivier Dassault(député sortant) Les Républicains                                          | 15 597                    | 38,51                     | 22 885                   | 67,07                    |
|                                                                        | Denis Flour La République en marche                                                        | 9 773                     | 24,13                     | 11 237                   | 32,93                    |
|                                                                        | Claire Marais-Beuil Front national                                                         | 7 340                     | 18,12                     |                          |                          |
|                                                                        | Fabien Naves La France insoumise                                                           | 2 261                     | 5,58                      |                          |                          |
|                                                                        | Thierry Aury Parti communiste français                                                     | 2 025                     | 5,00                      |                          |                          |
|                                                                        | Josiane Baeckelandt Parti radical de gauche (Parti socialiste - Europe Écologie Les Verts) | 1 476                     | 3,64                      |                          |                          |
|                                                                        | Richard Heim Écologiste (Alliance écologiste indépendante)                                 | 581                       | 1,43                      |                          |                          |
|                                                                        | Nathalie Hénoux-Deshayes Debout la France                                                  | 542                       | 1,34                      |                          |                          |
|                                                                        | Katell Mautin Extrême droite (Parti de la France)                                          | 363                       | 0,90                      |                          |                          |
|                                                                        | François Laporte Lutte ouvrière                                                            | 336                       | 0,83                      |                          |                          |
|                                                                        | Romain Cauët Divers (Union populaire républicaine)                                         | 203                       | 0,50                      |                          |                          |
| Source : Ministère de l'Intérieur - Première circonscription de l'Oise |                                                                                            |                           |                           |                          |                          |

Olivier Dassault est décédé le 7 mars 2021. Son suppléant était Olivier Paccaud, conseiller départemental du canton de Mouy, adjoint au maire de Ponchon, élu Sénateur le 24 septembre 2017.

### Élection partielle de 2021
|                                                      |                                                    |                          |                          |                         |                         |
|                                                      |                                                    | Premier tour 30 mai 2021 | Premier tour 30 mai 2021 | Second tour 6 juin 2021 | Second tour 6 juin 2021 |
|                                                      |                                                    |                          |                          |                         |                         |
|                                                      |                                                    | Nombre                   | % des inscrits           | Nombre                  | % des inscrits          |
| Inscrits                                             | Inscrits                                           | 82 372                   | 100,00                   | 82 387                  | 100,00                  |
| Abstentions                                          | Abstentions                                        | 60 614                   | 73,59                    | 62 362                  | 75,66                   |
| Votants                                              | Votants                                            | 21 758                   | 26,41                    | 20 025                  | 24,34                   |
|                                                      |                                                    |                          | % des votants            |                         | % des votants           |
| Bulletins blancs                                     | Bulletins blancs                                   | 364                      | 1,67                     | 770                     | 3,84                    |
| Bulletins nuls                                       | Bulletins nuls                                     | 215                      | 0,99                     | 476                     | 2,38                    |
| Suffrages exprimés                                   | Suffrages exprimés                                 | 21 179                   | 97,34                    | 18 779                  | 93,78                   |
|                                                      |                                                    |                          |                          |                         |                         |
| Candidat Étiquette politique (partis et alliances)   | Candidat Étiquette politique (partis et alliances) | Voix                     | % des exprimés           | Voix                    | % des exprimés          |
|                                                      |                                                    |                          |                          |                         |                         |
|                                                      | Victor Habert-Dassault Les Républicains            | 12 377                   | 58,44                    | 15 100                  | 80,41                   |
|                                                      | Claire Marais-Beuil Rassemblement national         | 3 233                    | 15,27                    | 3 679                   | 19,59                   |
|                                                      | Roxane Lundy Génération.s - PS - EELV - PCF - PRG  | 2 607                    | 12,31                    |                         |                         |
|                                                      | Karim Lamaaizi La République en marche             | 967                      | 4,57                     |                         |                         |
|                                                      | Axelle Latrasse Europe Écologie Les Verts diss.    | 671                      | 3,17                     |                         |                         |
|                                                      | Dominique Renard Debout la France                  | 662                      | 3,13                     |                         |                         |
|                                                      | Renée Potchtovik Lutte ouvrière                    | 421                      | 1,99                     |                         |                         |
|                                                      | Thomas Joly Parti de la France                     | 241                      | 1,14                     |                         |                         |
| Source : Résultats du premier tour et du second tour |                                                    |                          |                          |                         |                         |

### Élections de 2022
Les élections législatives françaises de 2022 ont lieu les dimanches 12 et 19 juin 2022.
|                                                    |                                                                            |                           |                           |                          |                          |
|                                                    |                                                                            | Premier tour 12 juin 2022 | Premier tour 12 juin 2022 | Second tour 19 juin 2022 | Second tour 19 juin 2022 |
|                                                    |                                                                            |                           |                           |                          |                          |
|                                                    |                                                                            | Nombre                    | % des inscrits            | Nombre                   | % des inscrits           |
| Inscrits                                           | Inscrits                                                                   | 83 108                    | 100                       | 83 131                   | 100                      |
| Abstentions                                        | Abstentions                                                                | 43 338                    | 52.15                     | 45 554                   | 54.80                    |
| Votants                                            | Votants                                                                    | 39 770                    | 47.85                     | 37 577                   | 45.20                    |
|                                                    |                                                                            |                           | % des votants             |                          | % des votants            |
| Bulletins blancs                                   | Bulletins blancs                                                           | 454                       | 1.14                      | 1 810                    | 4.82                     |
| Bulletins nuls                                     | Bulletins nuls                                                             | 215                       | 0.54                      | 662                      | 1.76                     |
| Suffrages exprimés                                 | Suffrages exprimés                                                         | 39 101                    | 98.32                     | 35 105                   | 93.42                    |
|                                                    |                                                                            |                           |                           |                          |                          |
| Candidat Étiquette politique (partis et alliances) | Candidat Étiquette politique (partis et alliances)                         | Voix                      | % des exprimés            | Voix                     | % des exprimés           |
|                                                    |                                                                            |                           |                           |                          |                          |
|                                                    | Victor Habert-Dassault* Les Républicains                                   | 12 692                    | 32,46                     | 20 480                   | 58,34                    |
|                                                    | David Magnier Rassemblement national                                       | 10 780                    | 27,57                     | 14 625                   | 41,66                    |
|                                                    | Roxane Lundy Nouvelle Union populaire écologique et sociale (Génération.s) | 7 281                     | 18,62                     |                          |                          |
|                                                    | Aurélie Joly Ensemble                                                      | 5 019                     | 12,84                     |                          |                          |
|                                                    | Norbert Depresles Reconquête                                               | 988                       | 2,53                      |                          |                          |
|                                                    | Axelle Latrasse Écologistes                                                | 942                       | 2,41                      |                          |                          |
|                                                    | Lucien Cavelier Parti animaliste                                           | 560                       | 1,43                      |                          |                          |
|                                                    | Jean-Philippe Fruitier Lutte ouvrière                                      | 463                       | 1,18                      |                          |                          |
|                                                    | Jimmy Leboucher Droite souverainiste (Les Patriotes)                       | 376                       | 0,96                      |                          |                          |
| * Député sortant                                   |                                                                            |                           |                           |                          |                          |

### Élections de 2024
- Député sortant : Victor Habert-Dassault (LR)

| Candidat                 | Candidat                 | Parti et coalition       | Nuance                   | Premier tour | Premier tour | Second tour | Second tour |
| Candidat                 | Candidat                 | Parti et coalition       | Nuance                   | Voix         | %            | Voix        | %           |
| ------------------------ | ------------------------ | ------------------------ | ------------------------ | ------------ | ------------ | ----------- | ----------- |
|                          | Claire Marais-Beuil      | RN                       | RN                       | 24 621       | 46,19        | 26 824      | 51,69       |
|                          | Victor Habert-Dassault   | LR                       | LR                       | 13 049       | 24,48        | 25 070      | 48,31       |
|                          | Roxane Lundy             | G.s (NFP)                | UG                       | 9 402        | 17,64        |             |             |
|                          | Matys Gutierrez          | RE (ENS)                 | ENS                      | 4 062        | 7,62         |             |             |
|                          | Axelle Latrasse          | SE                       | ECO                      | 749          | 1,41         |             |             |
|                          | Souhail Aouad            | AC                       | DVC                      | 728          | 1,37         |             |             |
|                          | Jean-Philippe Fruitier   | LO                       | EXG                      | 348          | 0,65         |             |             |
|                          | Norbert Despresles       | REC                      | REC                      | 339          | 0,64         |             |             |
|                          |                          |                          |                          |              |              |             |             |
| Suffrages exprimés       | Suffrages exprimés       | Suffrages exprimés       | Suffrages exprimés       | 53 298       | 97,86        | 51 894      | 96,27       |
| Votes blancs             | Votes blancs             | Votes blancs             | Votes blancs             | 774          | 1,42         | 1 442       | 2,67        |
| Votes nuls               | Votes nuls               | Votes nuls               | Votes nuls               | 389          | 0,71         | 571         | 1,06        |
| Total                    | Total                    | Total                    | Total                    | 54 461       | 100          | 53 907      | 100         |
| Abstention               | Abstention               | Abstention               | Abstention               | 28 797       | 34,59        | 29 344      | 35,25       |
| Inscrits / participation | Inscrits / participation | Inscrits / participation | Inscrits / participation | 83 258       | 65,41        | 83 251      | 64,75       |